# The Movies (film)

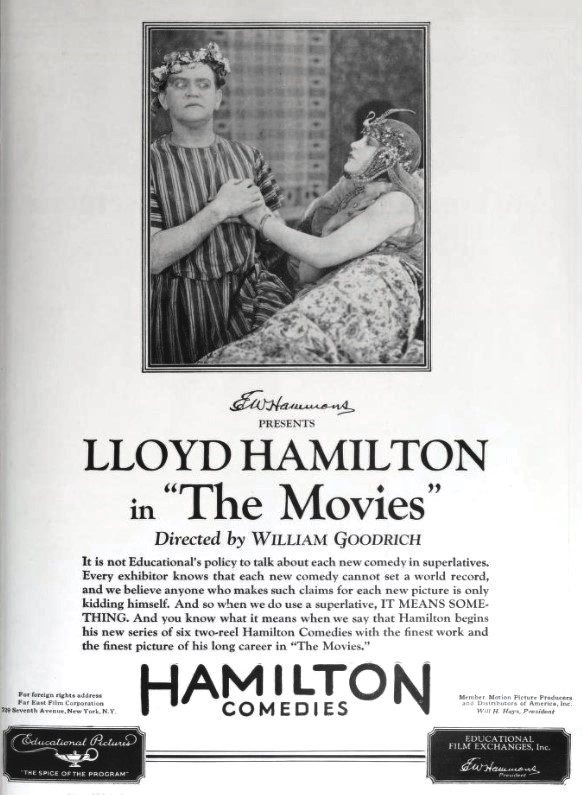
Réclame pour le film dans le magazine Film Daily du 20 septembre 1925

Pour l’article homonyme, voir The Movies.
The Movies est un film américain réalisé par Roscoe Arbuckle sous le pseudonyme de William Goodrich, sorti en 1925.

## Fiche technique
- Réalisation : William Goodrich (pseudonyme de Roscoe Arbuckle)[1]
- Scénario : Roscoe Arbuckle
- Photographie : Byron Houck (en)
- Musique : Philip Carli (version de 2005)
- Durée : 20 minutes
- Genre : Comédie
- Date de sortie : 
  - USA : 4 octobre 1925
  - 2005 : sortie en DVD

## Distribution
- Lloyd Hamilton : un garçon
- Marcella Daly : une actrice
- Arthur Thalasso : le méchant
- Frank Jonasson : le directeur
- Glen Cavender : un officier
- Florence Lee
- Buster Keaton (non crédité)

## Production
Une partie du film a été tourné sur Hollywood Boulevard